# Es Barcarès
Es Barcarès o Barcarets és una cala i una antiga colònia d'estiueig del municipi d'Alcúdia, situada en les proximitats del port de ses Olles o des Barcarès. Fou començada a urbanitzar durant el primer decenni del segle xx, el 1966, el planejament municipal d'Alcúdia l'ordenà urbanísticament, tot estenent administrativament el nom a les zones limítrofes de sa Marina i es Corral d'en Bennasser a ponent i es Morer Vermell a llevant. Actualment té una capacitat de població a l'entorn de quatre-centes persones.

## Personatges il·lustres
- Alexandre Cuéllar i Bassols.